# 安茨拉
安茨拉是愛沙尼亞沃魯縣安茨拉市鎮的非独立市及行政中心，位於該國東南部，距離沃魯35公里，鎮上的莊園在十八世紀建成，2018年人口1,311，該鎮在第二次世界大戰被嚴重破壞。